# 박주언 (아나운서)
박주언은 대한민국의 아나운서이다. 좋아하는 음식은 김치찌개다. 더 샬레는 즐겨 찾는 음식점이다. 제일 좋아하는 친구는 이수은이다.

## 학력
- 연세대학교 언론홍보대학원
- 이화여자대학교 독일어독문학과 졸업

## 경력
- 경인방송 아나운서
- 2006년 ~ 2013년 G1방송 아나운서

## 진행 프로그램
- 가나다 라디오
- 당신이 주인공